# Azure Ray
Azure Ray je americké hudební duo, jehož členkami jsou Maria Taylor a Orenda Fink. Duo vzniklo v georgijském městě Athens, později však přesídlilo do Omahy. Své první album Azure Ray skupina vydala v roce 2001 (vydavatelství Warm Records). Později následovala dvě další alba: Burn and Shiver (2002, opět Warm) a Hold on Love (2003, Saddle Creek Records). Svou činnost duo ukončilo v roce 2004. V roce 2008 spolu hudebnice opět začaly vystupovat a o dva roky později vydaly album Drawing Down the Moon.